# Petit-Saguenay
Petit-Saguenay es un municipio canadiense situado en la provincia de Quebec.

## Superficie
Petit-Saguenay tiene una superficie de 329,63 km².

## Demografía
En 2021, tenía 600 habitantes, una densidad poblacional de 1,8 hab./km², y 384 viviendas.